# لحا
لحا، مستوطنة قديمة تقع بالقرب من الحائر وسط المملكة العربية السعودية.

## الوصف
هي مستوطنة قديمة تقع على بعد 45 كم غربي قرية الحائر٬ وتقوم هذه المستوطنة على مرتفع من الأرض يرتفع عند مستوى مجرى شعيب لحا٬ وتمتد بقاياها من الشرق إلى الغرب بمساحة 400 م تقريبًا، وعرضها من الشمال إلى الجنوب 150م، وهي تتكون من مجموعة من تلال مختلفة الارتفاعات وتحتوي على بقايا عدد من الجدران٬ ويشاهد امتدادات لأساسات جدران يصل طول بعضها إلى 20 متر، ولعل أوضح معالم هذه المستوطنة منزل يقع في غربها بمساحة قدرها 9.70 متر عرضًا وحوالي 13.70 متر طولًا٬ وهو مبني بالحجر والطين. ويبلغ ارتفاع بقايا سورها الجنوبي 95 سم بينما يصل سمك الجدار إلى 90 سم تقريبًا.
تتمثل الملتقطات الآثارية إلى جانب البقايا المعمارية في مجموعة من كِسر الأواني الفخارية غير المزججة أرجعها الراشد إلى الفترة الإسلامية المبكرة٬ وذكر القرنين القرن الثاني الهجري والقرن الثالث الهجري، تاريخًا محتملاً لها٬ كما أنه عثر على مجموعة من الفخار المزجج أرجعها إلى الفترة السابقة٬ ووجد أيضًا مجموعة من كِسر الأواني الزجاجية بأحجام مختلفة وألوان متنوعة٬ ومجموعة كِسر من أواني مصنوعة من الحجر الصابوني. ويرجح أن الموقع يعود إلى القرن الثالث الهجري التاسع الميلادي.

## قصر لحا
يقع هذا القصر في وادي لحا الذي يبعد عن مستوطنة لحا 12 كم غرباً، وهو عبارة عن مبنى مستطيل يتجه من الشمال إلى الجنوب بمساحة 23م×14،50م، ويحتوي على مجموعة من الغرف المختلفة في أحجامها وأشكالها، مبنية من الحجارة المنتظمة، ويوجد على الموقع كسر من الأواني الفخارية والخزفية والزجاجية التي يعود تاريخها إلى القرون الثلاثة الأولى من الهجرة، ولعل الغرض من انشائه ليكون محطة من محطات الطرق القديمة لا سيما أن وادي لحا يخترق جبال طويق، ويربط ما بين القرى القديمة في كل من قرية البطين ووادي العرض.

## انظر ايضاً
- الرياض
- الحائر